# Burkersdorf (Küps)
Burkersdorf (oberfränkisch: Borgschdoff) ist ein Gemeindeteil des Marktes Küps im oberfränkischen Landkreis Kronach in Bayern.

## Geographie
Durch das Pfarrdorf fließt der Fabrikgraben, ein linker Zufluss der Rodach, der allerdings in weiten Teilen unter die Erde verlegt wurde. Die Kreisstraße KC 22/LIF 14 führt nach Küps (1,7 km nördlich) bzw. an Emmersheim vorbei nach Reuth (2,5 km südöstlich). Gemeindeverbindungsstraßen verläuft nach Hainweiher (2,3 km südwestlich) und Hain (2 km östlich). Ein Anliegerweg verbindet mit Hinterloh (0,6 km westlich).

## Geschichte
Der Ort wurde 1154 als „Burchartstorf“ erstmals urkundlich erwähnt. Das Bestimmungswort des Ortsnamens ist Burchard, der Personenname des Siedlungsgründers. Die heutige Form wurde 1482 erstmals bezeugt.
Gegen Ende des 18. Jahrhunderts bildete Burkersdorf mit Hinterloh und Löhlein eine Realgemeinde bestehend aus 35 Anwesen (1 Rittergut mit Schloss, 2 Höfe, 11 Sölden, 6 Güter, 2 Gütlein, 8 Tropfhäuser, 2 Häuser, 2 Wirtshäuser, 1 Schmiede). Das Hochgericht übte das Rittergut Unterlangenstadt-Burkersdorf in begrenztem Umfang aus, es hatte ggf. an das bambergische Centamt Weismain auszuliefern. Die Dorf- und Gemeindeherrschaft sowie die Grundherrschaft über sämtliche Anwesen hatte das Rittergut Unterlangenstadt-Burkersdorf.
Mit dem Gemeindeedikt wurde Burkersdorf dem Steuerdistrikt Ebneth zugewiesen. 1811 entstand die Ruralgemeinde Burkersdorf, zu der Ebneth, Emmersheim, Hainweiher, Hainzendorf, Hinterloh, Kirchlein, Löhlein, Pfaffeggetten, Reuth und Vorderloh gehörten. Seit dem Zweiten Gemeindeedikt (1818) gehörten zur Ruralgemeinde Burkersdorf nur noch Emmersheim, Hinterloh, Löhlein und Vorderloh. Die Gemeinde war in Verwaltung und Gerichtsbarkeit dem Landgericht Weismain zugeordnet und in der Finanzverwaltung dem Rentamt Weismain, 1919 in Finanzamt Weismain umbenannt. In der freiwilligen Gerichtsbarkeit gehörten die meisten Anwesen bis 1835 dem Patrimonialgericht Unterlangenstadt-Burkersdorf an. Ab 1862 gehörte Burkersdorf zum Bezirksamt Lichtenfels, 1939 in Landkreis Lichtenfels umbenannt. Die Gerichtsbarkeit blieb beim Landgericht Weismain, 1879 in das Amtsgericht Weismain umgewandelt, von 1956 bis 1972 war das Amtsgericht Lichtenfels zuständig. Am 1. Januar 1932 übernahm das Finanzamt Lichtenfels die Finanzverwaltung. 1972 erfolgte der Wechsel zum Landkreis, Amtsgericht und Finanzamt Kronach. Die Gemeinde hatte eine Fläche von 4,451 km².
Im Zuge der Gebietsreform in Bayern wurde die Gemeinde Burkersdorf am 1. Januar 1977 nach Küps eingegliedert.
Früher waren die Einwohner im Bauhandwerk und vor allem im Korbmacherhandwerk beschäftigt. In den 1970er-Jahren gab es in Burkersdorf noch zwei kleinere Betriebe (Werkzeugbau, Korbmöbel), jedoch verdienten damals schon die meisten Burkersdorfer ihren Lebensunterhalt in den Industriebetrieben von Küps und Burgkunstadt (von 143 Erwerbstätigen waren 86 Auspendler).
Von ehemals drei Wirtschaften, dem Förster, der Bayernschanze und der Wirtschaft Ehm, mussten zwei bereits schließen. Das Dorfleben wird vor allem durch Vereine, wie der im Jahr 1898 gegründeten Freiwilligen Feuerwehr und dem Gartenbauverein sowie kirchlichem Engagement bestimmt. Außerdem finden immer wieder Musikveranstaltungen im TECnet-Center, das sich baulich an die ehemalige Geschäftsstelle Burkersdorf der Raiffeisenbank Obermain Nord eG anschließt, statt.
Ein Feuerwehrhaus und ein Dorfgemeinschaftshaus entstanden im Jahr 2020.

### Baudenkmäler
In der Bayerischen Denkmalliste sind 7 Baudenkmäler aufgeführt:
- Evangelisch-lutherische Pfarrkirche St. Marien
- Pfarrhaus
- Gasthaus zum Förster
- Vier Wohn(stall)häuser

### Einwohnerentwicklung
Gemeinde Burkersdorf
| Jahr      | 1818  | 1840   | 1852   | 1855   | 1861  | 1867   | 1871   | 1875   | 1880   | 1885   | 1890   | 1895   | 1900   | 1905   | 1910   | 1919   | 1925   | 1933   | 1939   | 1946   | 1950   | 1952   | 1961  | 1970   |
| Einwohner | 298   | 310    | 326    | 348    | 326   | 328    | 352    | 361    | 343    | 348    | 366    | 376    | 383    | 404    | 385    | 386    | 393    | 359    | 326    | 459    | 431    | 427    | 323   | 297    |
| Häuser    | 59    |        |        |        |       |        | 53     |        |        | 61     |        |        | 61     |        |        |        | 65     |        |        |        | 63     |        | 67    |        |
| Quelle    | [ 7 ] | [ 12 ] | [ 12 ] | [ 12 ] | [ 1 ] | [ 12 ] | [ 13 ] | [ 12 ] | [ 12 ] | [ 14 ] | [ 12 ] | [ 12 ] | [ 15 ] | [ 12 ] | [ 12 ] | [ 12 ] | [ 16 ] | [ 12 ] | [ 12 ] | [ 12 ] | [ 17 ] | [ 12 ] | [ 8 ] | [ 18 ] |

Ort Burkersdorf
| Jahr      | 001800 | 001818 | 001861 | 001871 | 001885 | 001900 | 001925 | 001950 | 001961 | 001970 | 001987 | 001998 | 002007 |
| Einwohner | 260    | 281    | 219    | 310    | 316    | 345    | 350    | 402    | 306    | 284    | 260    | 285 *  | 263 *  |
| Häuser    |        | 56     |        |        | 56     | 56     | 60     | 59     | 62     |        | 82     |        |        |
| Quelle    |        | [ 7 ]  | [ 1 ]  | [ 13 ] | [ 14 ] | [ 15 ] | [ 16 ] | [ 17 ] | [ 8 ]  | [ 18 ] | [ 19 ] |        | [ 20 ] |

### Evangelisch-lutherische Pfarrkirche St. Marien

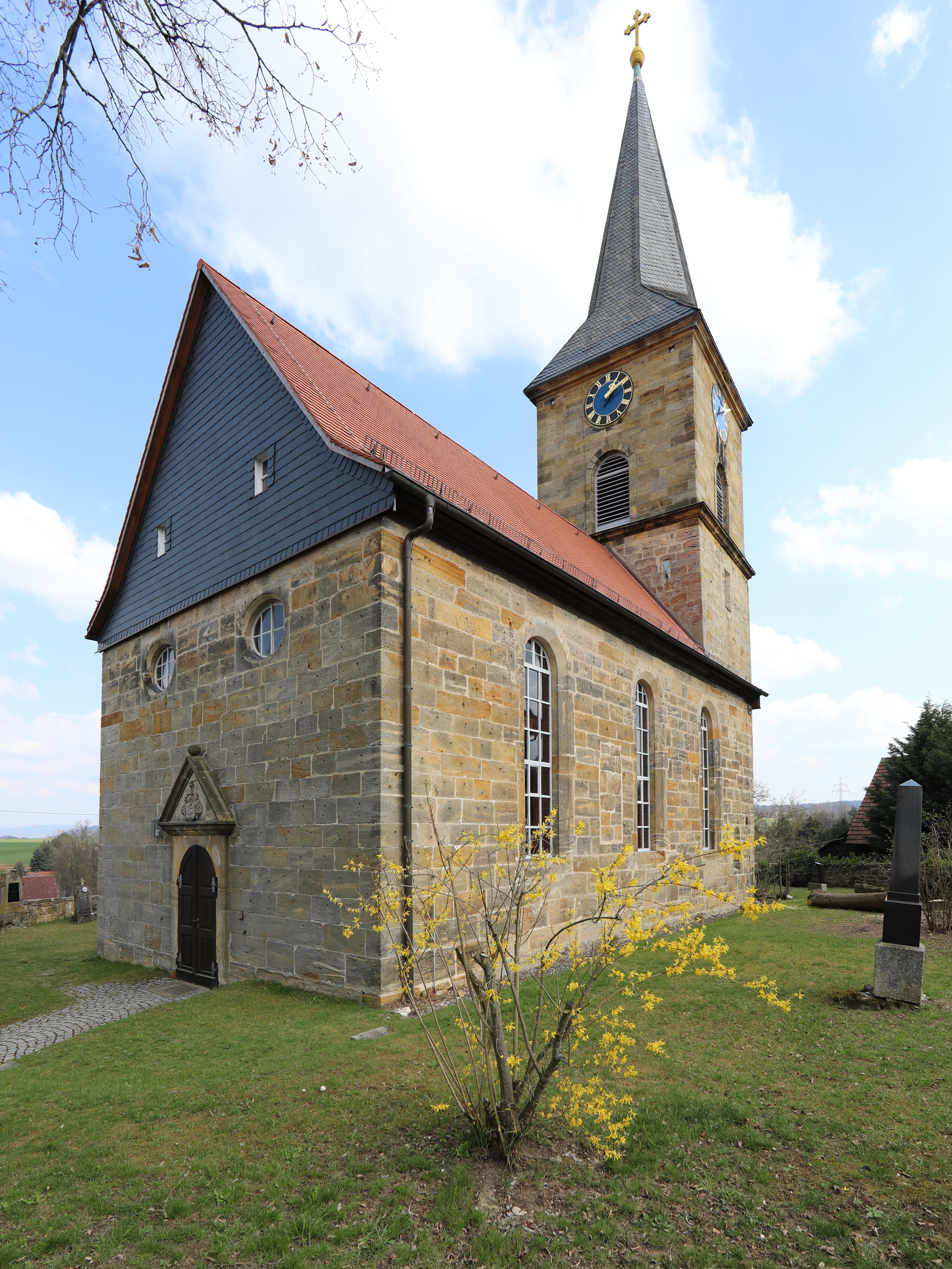
St. Marien

Das Jahr der Errichtung Marienkirche ist unbekannt. Als ungesicherte Daten der Grundsteinlegung der Chorturmkirche werden 1154 und 1179 genannt. Urkundlich belegt wurde im Jahr 1350 das Gotteshaus und eine Pfarrei in Burkersdorf. Das heutige Erscheinungsbild des Kirchenschiffs als Sandsteinquaderbau mit Satteldach geht auf einen Umbau im Jahre 1706 zurück. Der obere Teil des Kirchturms mit einem Spitzhelm wurde nach einem Brand im Jahr 1834 neu errichtet. Die Orgel aus dem Jahr 1896 stammt aus der Werkstatt von Johannes Strebel. Der Friedhof befand sich in früheren Zeit innerhalb der die Kirche umgebenden Mauer, heutzutage liegt er am Hang zwischen unterem und oberem Dorf.
Burkersdorf ist als ehemalige ritterschaftlicher Besitz (u. a. der von Redwitz) lutherisch geprägt. Es gehört zur Pfarrei Burkersdorf-Hain, der u. a. Burkersdorf mit Ebneth (mit Schlosskapelle), Hainweiher und Reuth und Hain mit Tiefklein und Weides (religiöses Zentrum mit der Dreifaltigkeitskirche) angehören.